# Fiction Tales
Albums de Modern Eon
Pieces EP
(1979)
Fiction Tales est le seul album studio du groupe post-punk anglais Modern Eon. Il est sorti en 1981 sur le label Dindisc et a atteint la 65e place du classement britannique des albums.

## Titres
| 1. | Second Still            |  |
| 2. | The Grass Still Grows   |  |
| 3. | Playwrite               |  |
| 4. | Watching the Dancers    |  |
| 5. | Real Hymn               |  |
| 6. | Waiting for the Cavalry |  |

| 1. | High Noon        |  |
| 2. | Child's Play     |  |
| 3. | Choreography     |  |
| 4. | Euthenics        |  |
| 5. | In a Strange Way |  |
| 6. | Mechanic         |  |

## Accueil critique
Trouser Press a écrit : « Bien que ce ne soit pas un album facile à aimer, Fiction Tales transmet de l'originalité et de l'élégance ainsi que des lueurs d'accessibilité ; l'utilisation occasionnelle d'instruments curieux et un bon batteur en font plus qu'un simple exercice de genre de routine ».

## Personnel
- Danny Hampson - basse
- Cliff Hewitt – batterie, timbales
- Tim Lever – guitare, saxophone
- Alix Johnson – guitare, chant, cor chinois, piano
- Bob Wakelin - synthétiseur, cordes, percussions, chant sur High Noon

Technique
- Modern Eon - production
- Lawrence Diana - coproduction, ingénierie